# Suuri-Rostuvi
Suuri-Rostuvi eller Suuri Rostua är en sjö i Finland. Den ligger i kommunen Juga i landskapet Norra Karelen, i den centrala delen av landet, 400 km nordost om huvudstaden Helsingfors. Suuri-Rostuvi ligger 180 meter över havet. Den är 16,5 meter djup. Arean är 49,2 hektar och strandlinjen är 5,79 kilometer lång. Sjön  ingår i Vuoksens huvudavrinningsområde. 